# Storforsen
Storforsen este o arie protejată (arie specială de conservare — SAC, sit de importanță comunitară — SCI) din Suedia întinsă pe o suprafață de 127,2 ha, integral pe uscat.

## Localizare
Centrul sitului Storforsen este situat la coordonatele 65°50′57″N 20°24′11″E / 65.8493°N 20.403°E.

## Înființare
Situl Storforsen a fost declarat sit de importanță comunitară în decembrie 1995 pentru a proteja 1 specie de plante. Situl a fost protejat și ca arie specială de conservare în martie 2011.

## Biodiversitate
Situată în ecoregiunea boreală, aria protejată conține 6 habitate naturale: Lacuri și iazuri distrofice naturale, Mlaștini turboase de tranziție și turbării mișcătoare, Pajiști aluvionare boreale nordice, Cursuri de apă de la nivel de câmpie la nivel montan, cu vegetație Ranunculion fluitantis și Callitricho-Batrachion, Roci stâncoase cu vegetație pionieră de Sedo-Scleranthion sau Sedo albi-Veronicion dillenii, Taiga vestică.
La baza desemnării sitului se află o specie protejată de  plante: Calypso bulbosa.